# Аугустдорф
Аугустдорф (нім. Augustdorf) — місто в Німеччині, знаходиться в землі Північний Рейн-Вестфалія. Підпорядковується адміністративному округу Детмольд. Входить до складу району Ліппе.
Площа — 42,21 км2. Населення становить 10 147 ос. (станом на 31 грудня 2020).